# Клан Скин

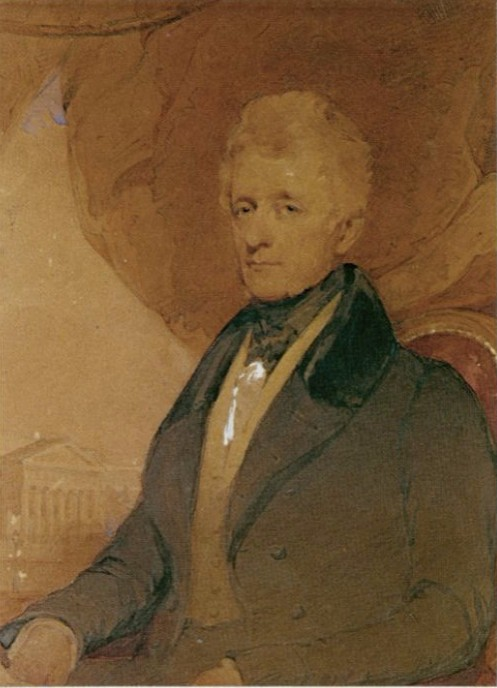
Британский юрист и художник Джеймс Скин (1775—1864)

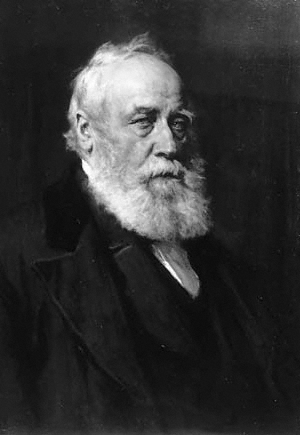
Уильям Форбс Скин (1809—1892), шотландский известный историк

Клан Скин (англ. — Clan Skene, гэльск. — MacSgian) — один из кланов равнинной части Шотландии (Лоуленд).
- Девиз клана: Virtutis Regia merces (лат.) — «Королевская милость — награда за храбрость» (Royal is the reward of virtue).
- Земли клана: Абердиншир
- Вождь клана: Дугальд Александр Скин из Скина (род. 7 сентября 1982)[3]
- Историческая резиденция вождей клана: Замок Скин.

## История клана Скин

### Происхождение клана Скин
В Шотландии существует историческая традиция о происхождении клана Скин — предание о происхождении клана Скин упоминается в легенде о клане Робертсон и датируется XI веком. Согласно этой легенде, младший сын вождя клана Робертсон из Струана (гэльск. — Straun) спас жизнь короля Шотландии, защитив его от волков с помощью оружия, которое в Шотландии называли тогда скин-ду (гэльск. — Sgian-dubh). За это он был награжден землями, которые он назвал в честь своего оружия Скин-ду. После этого клан принял название земель и стал называться Макскин. Позже это название превратилась в английский вариант названия — Скин. Этот подвиг запечатлен на гербе вождей клана Скин — там изображены на щите головы трех волков, насаженные на кинжалы, которые еще называются в Шотландии «Дирк».
Первым вождем клана Скин, известный из исторических документов, был Джон де Скин (шотл. — John de Skeen) — он жил во время правления короля Шотландии Малькольма III. После того, как Малькольм III умер, вождь клана Скин поддержал претензии Дональда III Бейна (гэльск. — Donald Bane) в противовес Эдгару, ставшему позднее королем Шотландии. В результате этого были конфискованы земли клана Скин. Эти земли были возвращены только тогда, когда клан Скин присоединился к армии короля Шотландии Александра I, выступивший против повстанцев на севере страны в 1118 году.
Внук Джона де Скина — Джон де Скин, получил земли в награду за службу от короля Шотландии Александра III.

### XІІІ — XIV века
В 1296 году король Англии Эдуард І Длинноногий, пользуясь тем, что трон Шотландии оказался вакантным, захватил Шотландию и заставил вождей шотландских кланов присягнуть ему на верность и подписать соответствующий документ — «Рагманские свитки». В этом документе есть имя сына Джона де Скина — Патрика де Скина. Но потом Патрик де Скин поддержал восстание Роберта Брюса за независимость Шотландии. За это, после победы Роберт Брюс пожаловал вождю клана Скин титул барона.

### XV—XVI века
В 1411 году Адам де Скин был убит во время битвы при Харлоу. Через четыре поколения Александр Скин де Скин погиб во время битвы при Флоддене в 1513 году. Еще один лэрд Скин был убит во время битвы при Пинки в 1547 году.
Возникли другие ветви клана Скин — Скин из Керрихилла и Скин из Холлиярдса. Джон Скин, лорд Керрихилл (ок. 1543—1617), был известным адвокатом XVI века, в 1594 году получил должность судьи Верховного Суда Шотландии. Он был посвящен в рыцари королем Шотландии Яковом VI. Его старший сын Джеймс Скин (ум. 1633) получил титул баронета Новой Шотландии в 1626 году. Его второй сын — Джон Скин из Холлиярдса стал судьей и получил высокую должность лорда-клерка регистра. Филипп Скин из Холлиярдса (1725—1810) основал город Скинборо на берегах озера Шамплейн (Канада).

### XVII век
Во время Гражданской войны на Британских островах клан Скин поддержал роялистов и короля Англии и Шотландии Карла I Стюарта. Из-за этого после победы Оливера Кромвеля вожди клана Скин вынуждены были покинуть Шотландию. Многие люди клана Скин находились на службе у короля Швеции Густава Адольфа и участвовали в составе армии Швеции в Тридцатилетней войне.

### XVIII—XIX века
Прямая линия вождей клана Скин пресеклась в 1827 году. Имения и земли вождей клана Скин унаследовал племянник вождя клана Скин — Джеймс Дафф, 4-й граф Файф.
Еще одна известная ветвь клана Скин — Скин из Рубисло. Джеймс Скин из Рубисло (1775—1864) был близким другом писателя Вальтера Скотта, и, как говорят, подал идею Вальтеру Скотту к написанию романов «Айвенго» и «Квентин Дорвард».
Уильям Форбс Скин (1809—1892) был известным шотландским писателем и историком, был назначен историографом королевства Шотландия в 1881 году.

### Замки клана Скин
Резиденцией вождей клана Скин был замок Скин, но после того, как главная линия вождей клана Скин угасла в 1827 году, замок перешел в собственность графов Файф.

### Вождь клана
17 февраля 1994 года Данус Джордж Монкрифф Скин из Скина (1944—2016) был признан лордом Львом в качестве вождя клана Скина. Его сын, Дугальд, был также признан в качестве наследника своего отца. Данус Скин стал вождем линии клана Скин из Холлиярдса в 1992 году. В 1672 году Джон Скин из Холлиярдса был признан лордом Львом в качестве наследника вождя Джеймса Скина, умершего около 1604 года. В своей петиции к лорду Льву Данус Скин утверждал, что после смерти Александра Скина в 1827 году, умершего без мужских наследников, главенство в клане перешло к следующей старшей линии — Скин из Холлиярдса. После смерти Дануса Скина в 2016 году его единственный сын Дугальд стал следующим вождем клана Скин.

### Септы клана Скин
- Каристон
- Дайс
- Холлиярдс
- Карни